# 中台子站
中台子站是一个京通线上的铁路车站，位于内蒙古自治区赤峰市中台子村，建于1980年，目前为四等站，邮政编码为024036。目前客运：办理旅客乘降；行李、包裹托运；不办理货运营业。